# 휴 프라이스
휴 프라이스(Huw Price, /hjuː praəs/, 1953년 5월 17일 ~ )는 호주의 철학자이며, 이전에는 케임브리지 철학부의 버트랜드 러셀 교수이자 케임브리지 트리니티 칼리지의 펠로우였다.
이전에 시드니 대학교의 철학과 찰리스 교수이자 시간 센터의 소장이었고, 그 전에는 에든버러 대학교의 논리 및 형이상학 교수였다. 또, 세 명의 창립자 중 한 명이자 케임브리지 대학교 실존 위험 연구 센터의 학술 이사이자 레버훌미 지능 미래 센터의 학술 이사이기도 하다.

## 업적
프라이스는 물리학의 철학에 대한 연구와 "신실용주의"와 "반표현주의"라는 브랜드로 유명하다. 이에 따르면 "모든 발화는 의미론적 관계의 형이상학이 아니라 상호 작용에서 기능이라는 렌즈를 통해 보아야 한다." 이 견해는 로버트 브랜덤 및 이전에 윌프리드 셀러스의 작업과의 유사성을 인정했다.
1994년에 호주 인문학 아카데미의 펠로우로 선출되었고, 2012년에는 영국 아카데미의 펠로우로 선출되었다.

### 기계 지능
2012년경 프라이스는 실존 위험 연구 센터를 공동 창립하면서 "이 세기나 다음 세기에 지능이 생물학의 제약에서 벗어날 것이라는 합리적인 예측인 것 같다."라고 말했다. 프라이스는 컴퓨터가 인간보다 똑똑해짐에 따라 언젠가는 "악의는 아니지만 우리를 포함하지 않는 이해관계를 가진 기계"에 의해 인간이 파괴될 수 있다는 우려를 표명하며 이러한 우려를 "존경받는 과학계"에서 추진하려고 한다. 2015년경 그는 미래 지능을 위한 새로운 레버훌미 센터의 이사직을 맡아 "기계 지능은 우리 세기를 정의하는 주제 중 하나가 될 것이며 우리가 그 기회를 잘 활용하도록 보장하는 과제는 우리 모두의 과제이다. 그러나 현재 우리는 그 결과가 좋든 나쁘든 거의 고려하기 시작하지 않았다."라고 언급했다.